# 垭口街道
垭口街道，是中华人民共和国河南省平顶山市舞钢市下辖的一个乡镇级行政单位。

## 行政区划
垭口街道下辖以下地区：
鑫源社区、朝阳路社区、育才社区、振兴社区、平安社区、石门郭村和垭口村。